# SMART-R
O Shared Mobile Atmospheric Research and Teaching Radar (em português:  Radar de ensino e pesquisa atmosférica móvel compartilhado), conhecido coloquialmente como SMART-R ou SR, é uma plataforma de radar meteorológico Doppler móvel criada e operada pela Universidade de Oklahoma (OU) com auxílio da Texas A&M e da Universidade de Tecnologia do Texas em 2001.

## Desenvolvimento
Ao longo do início e final da década de 1990, vários conceitos de radar móvel surgiram, muitas vezes envolvendo radares de banda X de alta frequência que sofrem atenuação significativa e muitas vezes faltam alcance. Idealmente, esses radares serviriam como plataformas de pesquisa e observação, cobrindo regiões escassamente cobertas pela rede NEXRAD como um todo. Um desses conceitos mais tarde se tornou o Doppler on Wheels, agora uma frota de 3 veículos operacionais.
Para neutralizar os problemas descritos anteriormente com radares de alta frequência, dois radares WSR-74 desativados, originalmente usados para alertas locais, foram adquiridos pela TAMU. Esses dois radares, ambos operando na banda C, são menos suscetíveis à atenuação na precipitação e têm alcances gerais maiores para produtos Doppler. Durante o resto dos anos 1990 e em 2000, o desenvolvimento do primeiro SMART-R, o SR-1, começou. Durante o desenvolvimento, um incêndio na garagem que abrigava o SR-1 começou, destruindo o caminhão e vários componentes. Grande parte do radar sobreviveu, no entanto, e o projeto continuou com a conclusão do SR-1 no final de 2001. Depois disso, o SR-2 foi montado e finalmente concluído em 2004.

## Características
Todas as características listadas são aplicadas a ambos os SRs. A potência máxima operacional para SR é 250 kW. A frequência operacional mais alta para SR é 5.635 MHz - caindo na banda C. Com uma antena parabólica de 2,5 m alimentada centralmente, o ganho é de aproximadamente 40 dB. Além disso, a largura do feixe de meia potência é de aproximadamente 1,5°.

## Implantações
Desde o início do projeto, ambos os SMART-Rs realizaram pesquisas de campo em várias regiões dos Estados Unidos, incluindo pesquisas sobre furacões e estudos de intensificação de habub. Ambos os SMART-Rs coletaram amostras de supercélulas de tornados nas planícies, participando de projetos como VORTEX-2 e VORTEX-SE. Dado que a plataforma SR consiste em dois radares individuais, os projetos são frequentemente organizados no que é conhecido como uma configuração dual-doppler, enquanto dois radares estão localizados em locais diferentes em orientações variadas para maximizar a precisão da recuperação do vento.